# 1803 în literatură
Anul 1803 în literatură a implicat o serie de evenimente și cărți noi semnificative.  

## Cărți noi
- Charles Brockden Brown - Memoirs of Carwin the Biloquist
- Catherine Cuthbertson - The Romance of the Pyrenees
- Camilla Dufour - Aurora
- Elizabeth Guénard - The Three Monks!!!
- Elizabeth Gunning - The War-Office
- Elisabeth Helme - St. Clair of the Isles
- Francis Lathom – The Mysterious Freebooter’’
- Alicia Lefanu - Lucy Osmond
- Mary Meeke - A Tale of Mystery, or Celina
- Christiane Benedicte Eugenie Naubert -Walter de Monbray
- Jane Porter - Thaddeus of Warsaw
- Anne Louise Germaine de Stael -Margaret of Strafford
- Sarah Wilkinson
  - The Chateau de Montville
  - The Subterraneous Passage
- Sophia Woodfall - Frederick Montravers
- Mary Julia Young
  - The Kinsmen of Naples
  - Moss Cliff Abbey

## Nașteri
- 25 mai - Edward Bulwer-Lytton, romancier, dramaturg și politician britanic (d. 1873